# Gridlock
Gridlock — музыкальный пост-индастриальный проект из Окленда, штат Калифорния, наиболее известный публике за эксперименты на стыке индастриала и IDM.

## История
Созданный Майком Уэлсом в 1994-м году, Gridlock был изначально ориентируем как ответ доминирующим в то время на танцевальной индастриальной сцене Front 242. Группа прошла путь от шизофреничного саунда «The Synthetic Form» в духе Skinny Puppy к мрачному, дисторшированному «Further», заставляющему вспомнить The Panacea, и закончила фирменным «стерильно» чистым и синтетическим саундом «Trace» и «Formless».
24 марта 2005 года на своем сайте музыканты опубликовывают официальное заявление о распаде группы.
5 января 2022 года Майк Уэлс покончил с собой, предположительно из-за болезни.

## Сайд проекты
Разделившись, ребята продолжат заниматься музыкой в своих сайд-проектах, существовавших еще до распада дуэта — Майк Каду работает под псевдонимами Dryft и Bitcrush, а Майк Уэлс занят в проекте O2.

## Дискография

### Альбомы
- The Synthetic Form Pendragon Records (1997)
- Further Pendragon Records (1999)
- 5.25 Pendragon Records (2000)
- Trace Unit (2001)
- Formless Hymen Records (2003)

### Синглы
- Sickness (1995)
- Frozen (1996)
- Gridlock / O2 split 7" Unit
- Engram 12" Hymen
- Gridlock / Steel split 12" Klangkrieg
- Gridlock / Panacea split 12" Component
- Under 3" CD Piehead

### Специальные издания
- live.traces self-released
- Trace 12" Zod
- Formless 2x12" Hymen

1. ↑  Cremation service Neptune. NeptuneSociety (5 января 2022).